# Collines
7°56′00″N 1°58′00″Ø / 7.93333°N 1.96667°Ø
Collines er et departement i Benin, og hovedstad er byen Savalou. Collines blev oprettet under reformen i 1999, da de seks oprindelige departementer blev ændret til tolv departementer. Det ligger centralt i landet og grænser til departementerne Plateau, Borgou, Zou og Donga. Collines grænser også til landene Nigeria i øst og Togo i vest.

## Administrativ inddeling
Collines er inddelt  i seks kommuner. 
1. Bantè
2. Dassa-Zoumè
3. Glazoué
4. Ouèssè
5. Savalou
6. Savé